# Damián Arabia
Damián Eduardo Arabia (Argentina; 22 de julio de 1991) es un político argentino del partido Propuesta Republicana. Es Diputado de la Nación Argentina por la Ciudad de Buenos Aires desde 2023.

## Biografía
Licenciado en Ciencias Sociales de la Universidad de Palermo, Arabia fue vocero de la Presidencia del PRO, además de ex director de Prevención de la Corrupción bajo el ministerio de Seguridad y ex director de Integridad de las Fuerzas Policiales y de Seguridad durante la gestión de Patricia Bullrich.
En las Elecciones legislativas de 2023 ganó un lugar como Diputado de la Nación Argentina por la Ciudad de Buenos Aires, en la lista Juntos por el Cambio.

## Historial electoral
| Año  | Candidatura                                         | Partido/Coalición                          | Elección     | votos   | Porcentaje       | Resultado                |
| ---- | --------------------------------------------------- | ------------------------------------------ | ------------ | ------- | ---------------- | ------------------------ |
| 2023 | Diputado de la Nación por la Ciudad de Buenos Aires | Propuesta Republicana/Juntos por el Cambio | Legislativas | 782.984 | \| \| 42,61 % \| | Electo (5to lugar lista) |
|      | 42,61 %                                             |                                            |              |         |                  |                          |